# Maraton
A maraton 42 195 méter távú futóverseny. A táv teljesítése sokak szerint emberfeletti teljesítményt jelent, ezért e sportág a kitartás egyik szimbólumává vált.

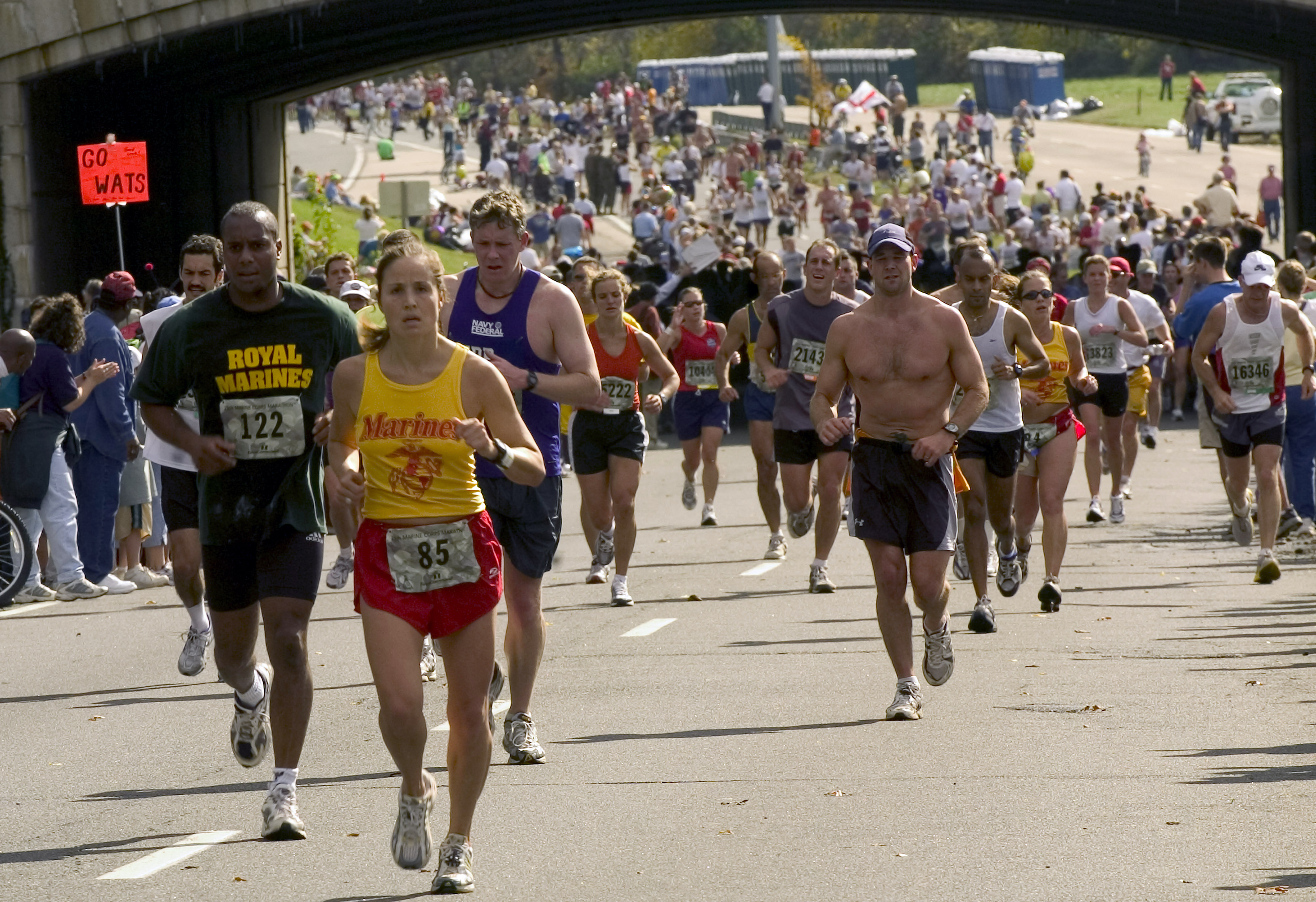
A 2004-es washingtoni maraton futói

## Csúcstartók
- A maratonfutás világcsúcsát a kenyai Kelvin Kiptum tartja 2:00:35-ös idővel, amelyet a 2023-as Chicago Maratonon futott. Ezzel a kenyai Eliud Kipchoge 2:01:09 alatt futott idejét adta át a múltnak, aki ezen felül Bécsben egy nem hivatalos világcsúcs-kísérlet keretében 1:59:40 alatt futotta le a távot.[1]
- A női világcsúcs jelenleg a kenyai Ruth Chepngetich nevéhez fűződik: 2:09:56 (Chicago, 2024).[2]
- A legjobb magyar időt Szemerei Levente futotta: 2:10:43 (Varsó, 2024),[3] amivel  Szűcs Csaba 31 éves rekordját 2:12:10 (Párizs, 1993).[4] döntötte meg.
- A leggyorsabb magyar női maratonista Szabó Nóra: 2:28:25 (Sevilla, 2023. február 19.),[5] aki Földingné Nagy Judit Berlinben elért 1996-os 2:28:50-es idejét döntötte meg.[6]  (Kálovics Anikó 2006-ban Capriban elért 2:26:43-as eredményét nem hitelesítették, mert a pálya lejtése, valamint a rajt és cél közötti távolság a megengedettnél nagyobb volt.)

## A név eredete
A maraton név Pheidippidész görög katona legendájához kapcsolódik. Amikor a görög–perzsa háborúk során i. e. 490-ben az athéni seregek a marathóni csatában vereséget mértek a túlerőben lévő perzsa seregre, a perzsák hajóhada Athén ellen indult, hogy még a győztes hadsereg visszaérkezése előtt elfoglalja a védtelen várost. Pheidippidész ekkor futva tette meg a mintegy 150 mérföldnyi távolságot Marathón és Spárta között, hogy a spártaiakat segítségül hívja. Pheidippidész vagy más néven Philipidész, aki egyébként hivatásos futó volt, másnapra oda is ért Spártába. A spártaiak természetesen megígérték a segítséget, de nem vonultak csatába addig, amíg a holdtölte be nem állt. Ekkor Pheidippidész visszafutott Marathónba, hogy hírét vigye a spártaiak üzenetének. A spártaiak csak hat nap múlva jelentek meg, amikor a csata már eldőlt. A dicsőséges athéni férfiak megnyerték az összecsapást a perzsa hadsereggel szemben. A másik legenda szerint azért futotta le a csata helyszíne és Athén közötti 40 km körüli távot, hogy a győzelem hírét megvigye, és figyelmeztesse az athéniakat a perzsa seregek közeledtére. A legenda szerint (Pheidippidész – ez a történet nem feltétlenül kapcsolódik az illető nevéhez) az üzenet átadása után holtan rogyott össze, de ez a történet inkább csak legenda.

## Olimpia
A modern olimpiai játékok hagyományosan a maratonfutással zárulnak, ahol a futók az olimpiai stadionba érkeznek. Az 1896-os és a 2004-es athéni olimpiákon a versenyt az eredeti helyszínen, Marathón és Athén között rendezték.

## Külső hivatkozások
- A maratoni táv legendája Archiválva 2006. július 15-i dátummal a Wayback Machine-ben
- A maratoni futás magyar bajnokai
- Marathon42k Ranking & Calendar